# 姆钦吉
姆钦吉（Mchinji）是马拉维中央区姆钦吉县的一座城镇，2008年人口估计值为25,184人。本区农业为旱作农业。姆钦吉也是一个交通枢纽，当地是距离赞比亚很近的一个铁路末站。姆钦吉距赞比亚国界线大约12千米。

## 社会

### 人口数据
| 年份 | 人口   |
| ---- | ------ |
| 1987 | 4,921  |
| 1998 | 11,479 |
| 2008 | 25,184 |

### 语言
当地人多使用齐切瓦语。